# 미크로네시아 연방 국가 올림픽 위원회
미크로네시아 연방 국가 올림픽 위원회(영어: Federated States of Micronesia National Olympic Committee)는 미크로네시아 연방을 대표하는 국가 올림픽 위원회이다. IOC 코드는 FSM이다. 본부는 팔리키르에 있으며 오세아니아 국가 올림픽 위원회에 소속되어 있다.
1995년에 설립되었으며 1997년에 국제 올림픽 위원회의 승인을 받았다. 올림픽, 퍼시픽 게임을 비롯한 국제 스포츠 대회에 참가하는 미크로네시아 연방의 선수들을 대표한다.